# 马西埃拉-迪萨尼什
马西埃拉-迪萨尼什是葡萄牙阿威罗区的一个堂区。总面积4.52平方公里，总人口2214人，人口密度489.8人/平方公里。